# Baillie Peak
Baillie Peak är en bergstopp i Antarktis. Den ligger i Östantarktis. Nya Zeeland gör anspråk på området. Toppen på Baillie Peak är 2 828 meter över havet, eller 38 meter över den omgivande terrängen. Bredden vid basen är 0,52 km.
Terrängen runt Baillie Peak är varierad. Trakten är obefolkad. Det finns inga samhällen i närheten. 